# Furesø (municipio)
El municipio de Furesø (en danés, Furesø Kommune) es un municipio de Dinamarca con una población de 38.492 habitantes en 2014. Se ubica en el noreste de la isla de Selandia y pertenece a la Región Capital. Su capital es Værløse y su mayor localidad Farum.
El municipio fue creado el 1 de enero de 2007 con la fusión de los antiguos municipios de Farum y Værløse. El nuevo municipio tomó su nombre del lago Furesø, que se encuentra dentro de sus límites. En su territorio también se encuentran los lagos Farum y Søndersø.
Furesø colinda al norte con Allerød, al este con Rudersdal, Lyngby-Taarbæk y Gladsaxe, al sur con Ballerup y Herlev y al oeste con Egedal.

## Localidades
En 2014, el municipio tiene una población total de 38.492 habitantes y contiene 7 localidades urbanas (byer, localidades con más de 200 habitantes), donde residen 37.589 habitantes. Otras 735 personas viven en áreas rurales y 168 no tienen residencia fija.
| Localidades más pobladas de Furesø |                           |                  |
| N.º                                | Localidad                 | Población (2013) |
| 1                                  | Farum                     | 18.335           |
| 2                                  | Værløse                   | 13.083           |
| 3                                  | área urbana de Copenhague | 3.701            |
| 4                                  | Smørumnedre               | 1.179            |
| 5                                  | Kirke Værløse             | 989              |
| 6                                  | Laanshøj                  | 297              |
| 7                                  | Birkerød                  | 5                |